# Hans Sommert

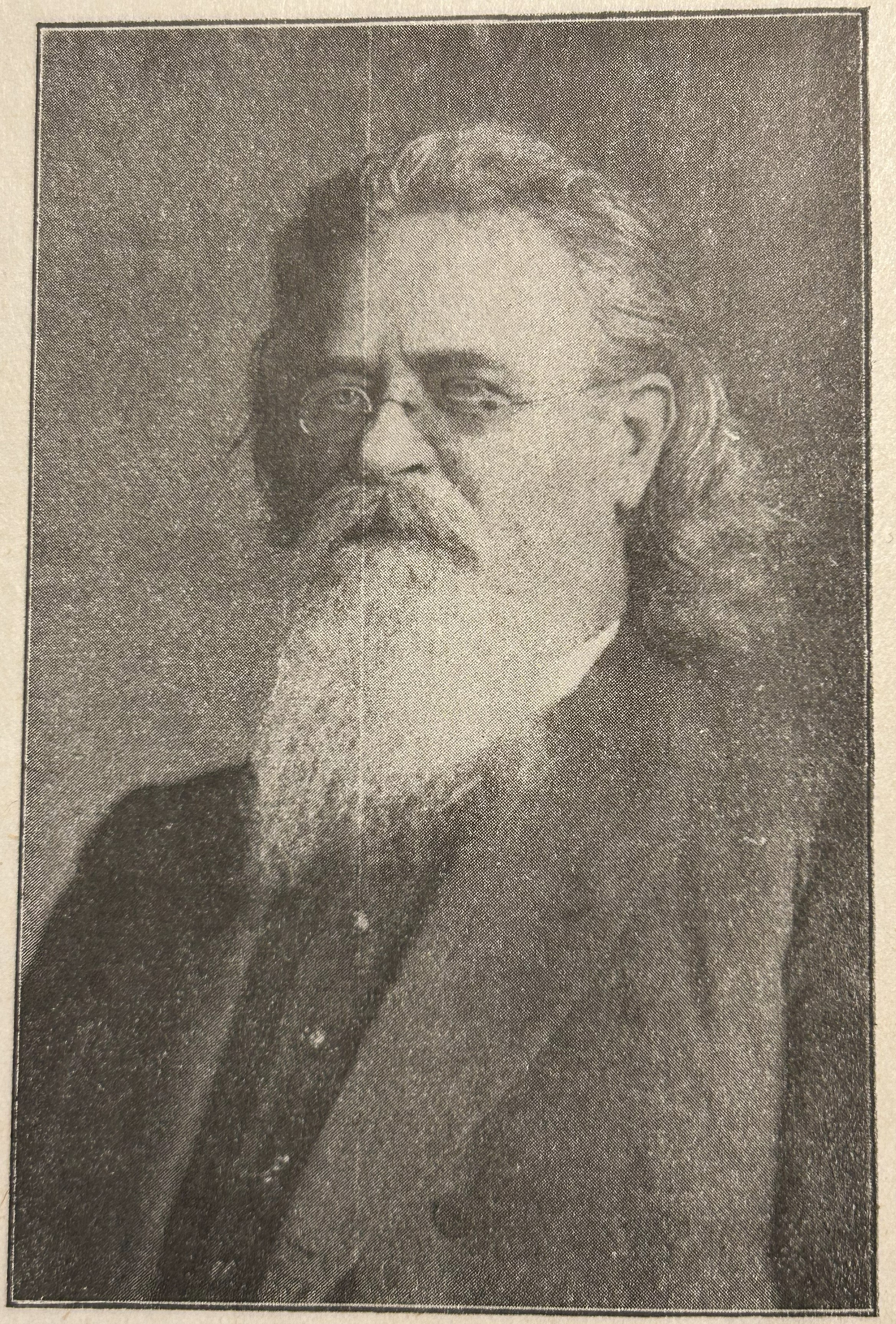
Hans Sommert, um 1922.

Hans Sommert (* 5. April 1847 in Miltigau, Bezirk Eger, Elbogener Kreis, Königreich Böhmen; † 20. November 1923 in Wien) war ein böhmisch-österreichischer Schriftsteller, Germanistik-Professor, Schulrat und Dichter.

## Leben
Hans Sommert wurde im April 1847 in einer deutschböhmischen Familie im Dorf Miltigau im Egerland, damals Teil des Kaisertums Österreich, geboren. Mit 24 Jahren ging er nach Wien, wo er zunächst als Lehrer für Bürgerschulen, später als Übungsschullehrer arbeitete. 1885 wurde er Professor für Deutsch an der staatlichen Lehrerbildungsanstalt in Wien und Schulrat, das er bis 1913 innehatte, und Schulrat.
1904 veröffentlichte er unter dem Pseudonym Ernst Freimut sein Werk Der Tillenberg, das aus seinem Poesiewerk Konrad und Hilde und dem Tillenwunder – fünfzig Sagen über den Berg und die Umgebung des Tillen – enthielt. 1922 trat der Verlag Unser Egerland an ihn heran, die Tillenwunder neu herauszugeben, wofür Sommert fünfzehn weitere Tillensagen hinzufügte. Die Veröffentlichung erlebte er nicht mehr; er starb am 20. November 1923 im Alter von 76 Jahren; Die Tillenwunder kamen zwei Monate später im Januar 1924 neu heraus.
Als Schriftsteller trat Sommert vor allem mit seiner Sagensammlung Tillenberg bzw. Tillenwunder in Erscheinung, sowie als Fachschriftsteller für Germanistik und Pädagogik.
Hans Sommert ist der Vater von Ernst Hermann Sommert (1887-1945).

## Werke

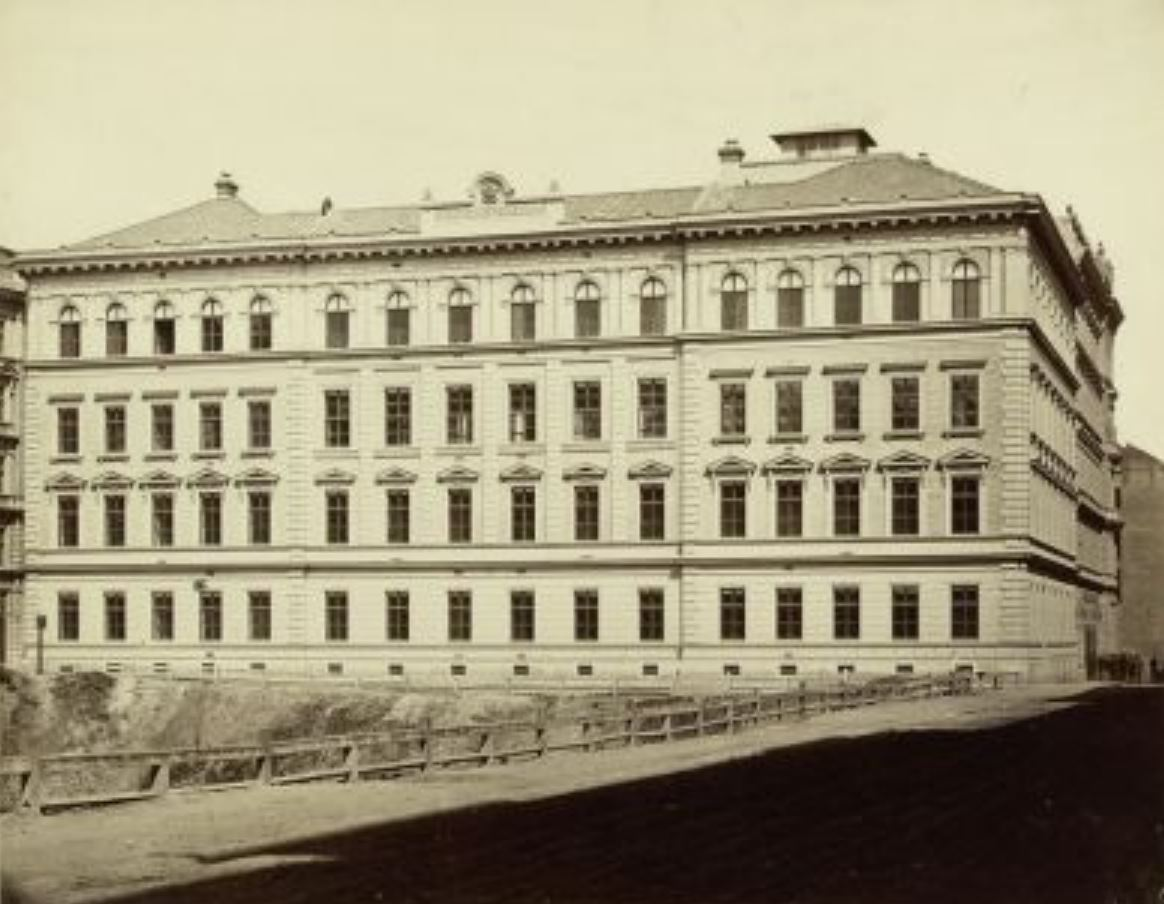
Lehrerbildungsanstalt in Wien, 1970, wo Sommert von 1885 bis 1913 als Professor arbeitete.

- Methodik des deutschen Sprachunterrichts, Pichler, Wien 1882
- Grundzüge der deutschen Poetik, Pichler 1892 (2. Auflage)
- Gedanken am Wege: Reiseplauderein aus Deutsch-Südwestafrika, Dt. Kolonialverlag, 1909.
- Der Tillenberg – Ein Sagenschatz aus dem Egerlande, Carl Fromme Verlag, Wien und Leipzig 1904.
- Tillenwunder – Ein Sagenkranz aus dem Egerlande, Verlag Unser Egerland, Eger 1924.